# Rodolphe Désiré
Rodolphe Désiré, né le 9 février 1937 dans la commune Le Lorrain en Martinique est un homme politique français. Il est maire du Marin de 1983 à 2020 et sénateur de 1986 à 2004

## Biographie
Ancien indépendantiste, Rodolphe Désiré est membre de l'OJAM durant son jeune âge. Il est en 1962, l'un des signataires du Manifeste de l'OJAM. Puis il rejoint le Parti progressiste martiniquais dont il est le secrétaire général de 1967 à 1970.

## Détail des fonctions et des mandats
Mandats locaux
- 1983 - 2020 : Maire du Marin
- 1982 - 1988 : Conseiller général du canton du Marin
- 1988 - 1994 : Conseiller général du canton du Marin
- 1994 - 2001 : Conseiller général du canton du Marin
- 2001 - 2008 : Conseiller général du canton du Marin
- 2008 - 2015 : Conseiller général du canton du Marin

Mandats parlementaires
- 28 septembre 1986 - 24 septembre 1995 : Sénateur de la Martinique
- 24 septembre 1995 - 30 septembre 2004 : Sénateur de la Martinique

## Décoration
- Chevalier de la Légion d'honneur (14 juillet 2018)[1]